# Buglio in Monte
Buglio in Monte – miejscowość i gmina we Włoszech, w regionie Lombardia, w prowincji Sondrio.
Według danych na rok 2004 gminę zamieszkiwało 2036 osób, 75,4 os./km².